# Antoni Birlanga Casanova
Antoni Birlanga Casanova (València, 14 de març de 1934) és un polític, advocat i professor mercantil valencià.
Llicenciat en dret i econòmiques per la Universitat de València. Treballà com a professor a l'Escola de Comerç i com a dipositari als ajuntaments d'Alginet i Manises. Fou elegit diputat a les Corts Valencianes entre 1987 i 1995 a la circumscripció de València pel PSPV-PSOE.
Fou conseller d'Economia i Hisenda de la Generalitat Valenciana entre 1982 i 1995, als successius governs de Joan Lerma. Antoni Asunción, ministre d'Interior, el nomenaria responsable de l'empresa pública encarregada de la construcció de presons.